# Rasclet del Junín
El rasclet del Junín (Laterallus tuerosi) és una espècie d'ocell de la família dels ràl·lids (Rallidae) endèmic dels voltants del llac Junín, a Perú.